# Mărculești
Mărculești is een Roemeense gemeente in het district Ialomița.
Mărculești telt 1641 inwoners.